# Florence Brunold
Pour les articles homonymes, voir Brunold.
Florence Brunold est une comédienne, humoriste, chansonnière française.

## Biographie
Après avoir suivi des cours d’art dramatique chez Jean Périmony, elle débute au café-théâtre (Le Bec Fin, Le Fanal, théâtre de Dix heures). Elle interprète ses propres sketches dans lesquels elle met en scène des situations de la vie quotidienne.
Elle participe régulièrement aux spectacles du Caveau de la République, où elle pratique la satire politique. Elle participe également à des émissions de télévision telles que La Classe. À la suite de sa rencontre avec Hubert Degex, elle aborde le sketch humoristique musical, avec les spectacles Le Pestacle et Politiquement incorrecte.
Puis Sim l'engage pour jouer dans sa pièce Une cloche en or. Elle monte également un spectacle musical, Operettissimo.
Elle fait partie depuis quelques années de la troupe du théâtre des Deux Ânes. Elle s'est en particulier illustrée par des imitations de Ségolène Royal. Elle participe à l’émission La Revue de presse de Paris Première.

## Filmographie
- 1978 : Les Bidasses au pensionnat : une fille
- 1979 : L'Associé
- 1980 : La Boum : la femme enceinte

## Théâtre
- 1992 : Une cloche en or de Sim
- 2009 : P'tit coup de pompe à l'Elysée de Michel Guidoni

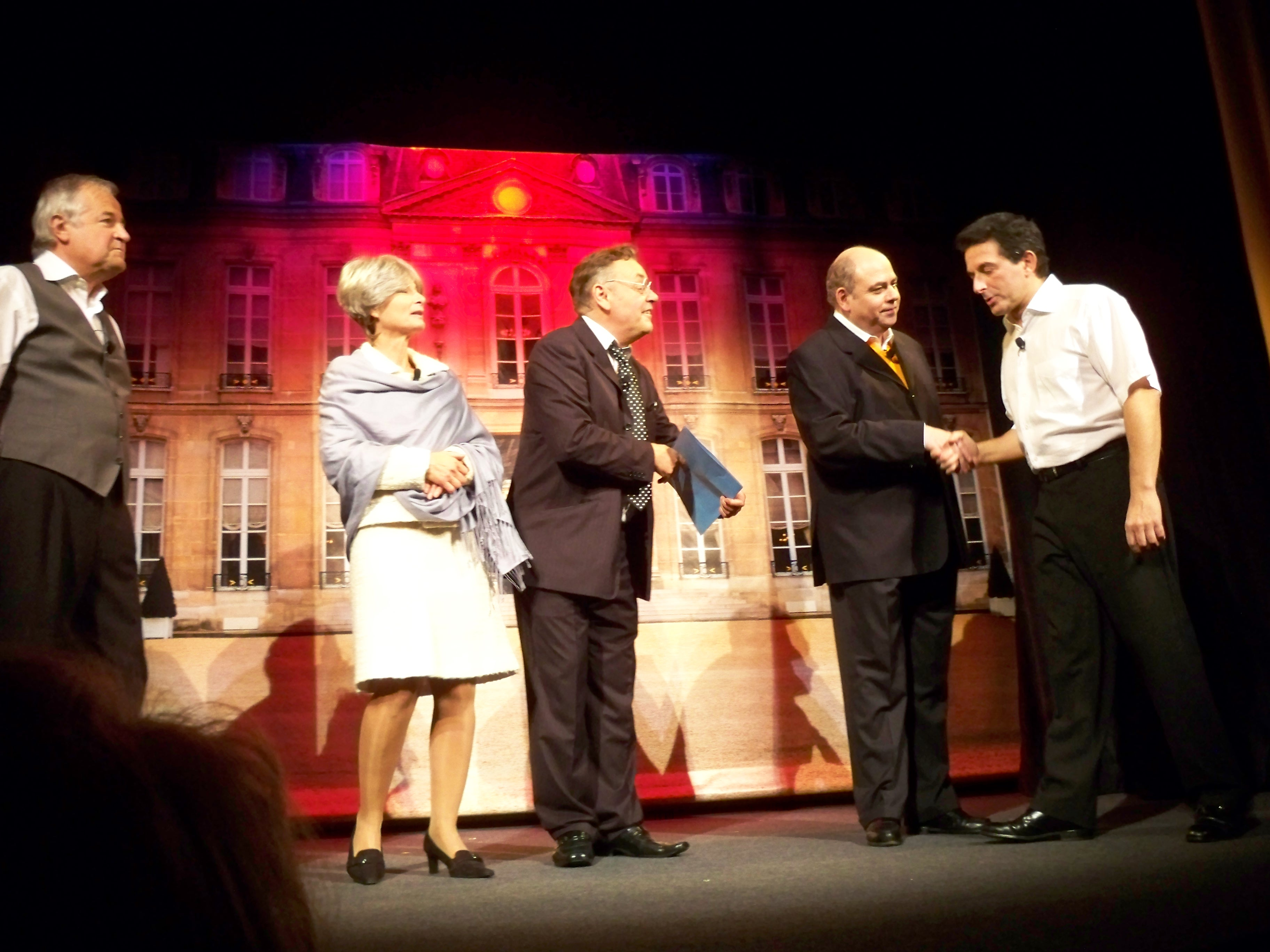
Florence Brunold (2eme à partir de la gauche), participant à un spectacle en 2009 avec Michel Guidoni

- 2011 : Pas nique au FMI : Anne Sinclair / Bernadette Chirac / Carla Bruni / Eva Joly / Ségolène Royal